# Bob Margolin
Bob Margolin (Brookline, 1949. május 9. –), amerikai bluesgitáros, énekes.

## Pályafutása
1964-ben kezdett gitározni. Első lemeze a bostoni The Freeborne együttessel az 1967-es Peak Impressions albummal jelent meg.
Margolin 1973 és 1980 között Muddy Waters háttérzenésze volt.
Lemezeket készített az Alligator Records, a Blind Pig, a Telarc és Steady Rollin kiadók számára. 1978-ban vendégszerepelt Big Joe Duskin debütáló albumán, a Cincinnati Stomp-on az Arhoolie Records-on. 1979-ben Pinetop Perkinsszel szerepelt a „The Nighthawks Jacks & Kings” albumon.
1994-ben Jerry Portnoy-val vendégzenész volt az „Ice Cream Man by John Brim” című albumon.

## Lemezek
- The Old School (1989)
- Chicago Blues (1991)
- Down in the Alley (1993)
- My Blues and My Guitar (1995)
- Up & In (1997)
- Hold Me To It (1999)
- The Bob Margolin All-Star Blues Jam (2003)
- In North Carolina (2006)
- My Road (2016)
- Bob Margolin (2018)
- This Guitar and Tonight (2019)

Muddy Waters-szel
- „Unk” in Funk (1974)
- The Muddy Waters Woodstock Album (1975)
- Hard Again (1977)
- Muddy „Mississippi” Waters – Live (1979)

## Díjak
- „Blues Music Award” (korábban W. C. Handy Award) jelölést kapott, mint  az év legjobb „hagyományos blues albuma”.
- 2013-ban Blues Music Award-ra jelölték. Ann Rabsonnal a „Not Alone” albumért szintén jelölést kapott.
- 2020-ban Blues Music Award-ot nyert az „Az év akusztikus albuma” kategóriában.